# Benny Hill
Alfred Hawthorne Hill, meglio conosciuto come Benny Hill (Southampton, 21 gennaio 1924 – Londra, 20 aprile 1992), è stato un comico, attore e cantante britannico, famoso per essere stato il protagonista del suo programma televisivo Benny Hill Show.
Sin dal suo debutto nel 1955 il suo spettacolo televisivo è stato venduto in oltre 140 paesi nel mondo, con milioni di telespettatori.

## Biografia

### La giovinezza
Alfred "Alfie" Hill nacque a Southampton, da Alfred Hill (1893-1972, direttore di un negozio di apparecchi chirurgici ed ex-clown del circo, come il nonno Henry, nato nel 1871) ed Helen Cave (1894-1976), dove insieme al fratello frequentò la Taunton School. Durante la seconda guerra mondiale, Hill fu uno degli allievi evacuati con la scuola alla Bournemouth School. Dopo aver lasciato la Taunton School, Hill fece diversi lavori come il lattaio, l'operatore di ponte, il conducente ed il percussionista, prima di approdare finalmente all'industria dell'intrattenimento, divenendo assistente del direttore di scena. Ricevette la chiamata alle armi nel 1942 e venne addestrato come meccanico nella Royal Electrical and Mechanical Engineers, British Army. Servì come meccanico, camionista e operatore di proiettori in Normandia dopo il settembre 1944 e successivamente trasferito alla divisione Combined Services Entertainment prima della fine della guerra.
Ispirato dalle star della commedia, secondo il genere teatrale del music hall, forma di intrattenimento tipicamente britannica, in voga tra il 1950 ed il 1960, Hill partì con l'idea di farsi strada nello spettacolo. Cambiò il proprio nome in "Benny", in omaggio al suo attore preferito Jack Benny. Il comico inglese cominciò quindi a lavorare nei circoli di lavoro maschili ed a cene di massoni, prima di approdare ai night club ed ai teatri. Hill fece un provino presso un famoso teatro di Soho, il Windmill Theatre, ma non fu ingaggiato.

### Gli esordi
Tra la fine della guerra e il debutto della televisione, Hill lavorò come attore radiofonico. La sua prima apparizione in tv avvenne nel 1949, durante il programma Hi There. L'attore continuò a lavorare ad intermittenza, finché la sua carriera decollò con The Benny Hill Show nel 1955 sulla BBC. Attori ricorrenti nei suoi spettacoli, negli anni della BBC, furono Patricia Hayes, Jeremy Hawk, Peter Vernon, Ronnie Brody ed il coautore (nel periodo compreso tra la metà degli anni cinquanta sino agli inizi dei sessanta) Dave Freeman.
Hill rimase principalmente con la BBC fino al 1968, eccetto per alcune presenze come ospite all'Associated TeleVision nel 1957-1960 ed ancora nel 1967. Condusse inoltre un programma radiofonico di breve durata, il Benny Hill Time, che andò in onda sulla BBC dal 1964 al 1966. Inoltre, Hill provò un'antologia di sitcom (Benny Hill), che fu trasmessa in tre serie dal 1962 al 1963, ove il comico interpretava un personaggio diverso per ogni episodio.

### Film e registrazioni
Benny Hill partecipò a nove film, compresi Quei temerari sulle macchine volanti (1965), Citty Citty Bang Bang (1968), in cui interpretava il ruolo relativamente serio del giocattolaio, Un colpo all'italiana (1969) ed infine un film a sketch, spin-off dei suoi programmi Thames (1969-1973), intitolato The Best of Benny Hill (1974). L'unica produzione cinematografica in cui è il protagonista è il film comico Occhio di lince (Who Done It?) del 1956.
Le sue registrazioni audio comprendono Gather in the Mushrooms (1961), Transistor Radio (1961), Harvest of Love (1963), Ernie (The Fastest Milkman In The West) (1971), e molte altre. Hill apparve nel video della canzone Anything She Does dei Genesis.

### Ammiratori celebri
L'attore inglese Charlie Chaplin e Michael Jackson erano ammiratori appassionati di Hill: Jackson trovò il tempo di visitare Benny in ospedale quando fu ricoverato per un attacco di cuore nel febbraio del 1992. Hill aveva precedentemente appreso che l'idolo della sua infanzia, Chaplin, era un suo grande estimatore e, quando fu invitato a casa di quest'ultimo in Svizzera dalla famiglia, scoprì che Chaplin aveva una vasta collezione dei suoi video.
Apparentemente, Hill e Dennis Kirkland furono le prime persone esterne alla famiglia di Chaplin ad essere ammesse nel suo studio privato.
In un documentario girato prima della scomparsa di Hill (Benny Hill: The World's Favorite Clown), diverse celebrità (Burt Reynolds, Michael Caine, John Mortimer, Mickey Rooney, Walter Cronkite ed altri) espressero il loro apprezzamento ed ammirazione per il comico inglese e per il suo humour. Nel suo Abecedario, anche il filosofo francese Gilles Deleuze si dichiara un ammiratore di Benny Hill.

### La scomparsa
La salute di Benny Hill cominciò a peggiorare dal novembre 1991. Gli fu diagnosticato, una settimana dopo, un blocco renale. L'attore morì il 20 aprile 1992, in solitudine, nel suo appartamento n. 7 della Fairwater House in Twickenham Road, Teddington, nel distretto londinese del Middlesex, all'età di 68 anni. Il 21 aprile i vicini, preoccupati, chiamarono la polizia, che trovò il corpo dell'attore seduto nella sua poltrona davanti al televisore. Il giorno in cui morì, arrivò nella sua cassetta postale un nuovo contratto da firmare da parte della Central Independent Television. La causa della morte fu rubricata come una trombosi coronarica.
Hill fu sepolto al cimitero di Hollybrook, vicino a Southampton, il suo luogo di nascita. Nell'ottobre del 1992, in seguito a dicerie circa il fatto che fosse stato inumato con un grosso quantitativo di oro e gioielli, ci fu il tentativo di alcuni ladri di profanare la salma. Quando le autorità ispezionarono la bara, non fu però ritrovato alcun tesoro. Hill fu tumulato in una nuova cassa e sopra la tomba fu posto un solido lastrone.
Le ultime volontà dell'attore prevedevano un lascito in proprietà di circa 10 milioni di sterline ai suoi lontani parenti. Quelli più prossimi erano suo fratello Leonard e sua sorella Diana, con cui non aveva avuto rapporti e che erano già deceduti. Gli rimanevano sette nipoti, tra i quali fu divisa l'eredità. Tra i suoi averi fu ritrovata una nota, in cui assegnava ingenti somme di denaro ai suoi amici più intimi quali Sue Upton, Louise English, Henry McGee, Bob Todd e Dennis Kirkland, ma questo appunto non ebbe valore legale, non essendo stato sottoscritto o corroborato da testimoni.

## Vita privata
Benny si dedicò a tempo pieno al lavoro ed ebbe pochi amici: secondo le testimonianze dei colleghi a lui più vicini, tuttavia, egli non soffriva di solitudine, in quanto stava bene con sé stesso. Non si sposò mai, malgrado avesse fatto delle proposte di matrimonio a due donne (una era la figlia di uno scrittore britannico), ma fu rifiutato da entrambe; a causa della sua eccentricità e del suo stile di vita solitario circolarono voci su una sua omosessualità, ma egli le negò sempre ridendo.
Pur ottenendo regolarmente ricchi contratti per i suoi spettacoli, Hill condusse una vita molto frugale: non ebbe mai una casa di proprietà, neanche un'autovettura pur avendo la patente, preferendo invece l'affitto di un piccolo appartamento a Teddington, situato a quattro passi dai Teddington Studios, dove registrava i suoi spettacoli. Viaggiare fu il solo lusso che si concesse regolarmente. Hill acquisì una conoscenza di notevole livello della lingua francese e amava compiere frequenti viaggi di piacere a Marsiglia.
Fino agli anni ottanta, il comico poté godere dell'anonimato nei caffè all'aperto francesi, sui trasporti pubblici e socializzare con le donne del luogo. Oltre ad avere padronanza del francese, Benny parlava la lingua tedesca, l'olandese e l'italiano. I viaggi d'oltremanica dell'attore erano spesso delle missioni di lavoro per racimolare materiale da utilizzare nella commedia, in parte ispirato dagli ambienti stranieri oppure preso in prestito da rappresentazioni regionali.

## Benny Hill Show
Benny Hill Show caratterizzò l'attore inglese per una grande quantità di sketch (sovente riguardanti un lascivo, poco vincente eppur affascinante protagonista), insieme agli attori Henry McGee, Bob Todd, Jackie Wright, Nicholas Parsons (nei primi anni), Jenny Lee-Wright, Rita Webb ed altri. Hill fu molto versatile ed indossò diversi costumi, sia maschili che femminili. La farsa ed il doppio senso furono la sua peculiarità.

## Filmografia
- Occhio di lince (Who Done It?), regia di Basil Dearden (1956)
- Light Up the Sky!, regia di Lewis Gilbert (1960)
- Quei temerari sulle macchine volanti (Those Magnificent Men in Their Flying Machines or How I Flew from London to Paris in 25 hours 11 minutes), regia di Ken Annakin (1965)
- Citty Citty Bang Bang (Chitty Chitty Bang Bang), regia di Ken Hughes (1968)
- Un colpo all'italiana (The Italian Job), regia di Peter Collinson (1969)

## Riconoscimenti
Nel 1991 Benny Hill riceve da Eugene Chaplin, figlio del grande attore di origine britannica Charlie Chaplin, l'International Award for Comedy.

## Doppiatori italiani
- Oreste Lionello in Citty Citty Bang Bang
- Vinicio Sofia in Un colpo all'italiana
- Sergio Fiorentini in Benny Hill Show
- Elio Pandolfi in Ciao Benny (film uscito al cinema con il meglio dello show televisivo)